# کارل تورن
کارل تورن (انگلیسی: Carl Tourenne؛ زادهٔ ۱۰ ژوئن ۱۹۷۲) بازیکن فوتبال اهل فرانسه است.
از باشگاه‌هایی که در آن بازی کرده‌است می‌توان به باشگاه فوتبال والنسین، باشگاه فوتبال استاد رنس، باشگاه فوتبال لیل، باشگاه فوتبال تروا، و باشگاه ورزشی آمیان اشاره کرد.